# Urs Aeberhard
Urs Aeberhard (ur. 18 lutego 1971 w Hausen) – szwajcarski bobsleista, trzykrotny medalista mistrzostw świata.

## Kariera
Pierwsze sukcesy w karierze osiągnął w 2000 roku, kiedy zdobył dwa medale podczas mistrzostw świata w Altenbergu. Najpierw w parze z Christianem Reichem zajął trzecie miejsce w dwójkach. Następnie wspólnie z Reichem, Bruno Aeberhardem i Domenikiem Kellerem zajął także trzecie miejsce w czwórkach. Kolejny medal zdobył na rozgrywanych rok później mistrzostwach świata w St. Moritz w 2001 roku, gdzie reprezentacja Szwajcarii w składzie: Christian Reich, Steve Anderhub, Urs Aeberhard i Domenic Keller ponownie zajęła trzecie miejsce w czwórkach. W 2002 roku wystartował na igrzyskach olimpijskich w Salt Lake City, gdzie jego osada zajęła szóste miejsce w czwórkach.